# Rychnov nad Malší
Rychnov nad Malší (německy Reichenau an der Maltsch, v Ottově slovníku zmíněn jako Český Rychnov) je vesnice, část obce Dolní Dvořiště v okrese Český Krumlov v Jihočeském kraji. Nachází se devět kilometrů jižně od Kaplice.
Rychnov sestává ze dvou katastrálních území – k. ú. Rychnov nad Malší o výměře 6,56 km², kde se nachází i základní sídelní jednotka U Svatého Kamene, což je poutní místo s kostelem Panny Marie Sněžné a dříve též klášterem, a k. ú. Štědrkov o výměře 0,85 km². Do obou katastrálních území zasahuje území přírodní památky a evropsky významné lokality Horní Malše. 

## Historie
První písemná zmínka o vesnici pochází z roku 1360. Od poloviny 19. století do roku 1980 byl Rychnov nad Malší samostatnou obcí, jejíž součástí byl i Štědrkov, v letech 1950 až 1980 též Tichá a v letech 1961 až 1980 také Všeměřice. V letech 1938 až 1945 byl Rychnov nad Malší v důsledku uzavření Mnichovské dohody přičleněn k nacistickému Německu. Od 1. ledna 1981 se stal částí obce Dolní Dvořiště.

## Obyvatelstvo
| Rok            | 1869 | 1880 | 1890 | 1900 | 1910 | 1921 | 1930 | 1950 | 1961 | 1970 | 1980 | 1991 | 2001 | 2011 | 2021 |
| -------------- | ---- | ---- | ---- | ---- | ---- | ---- | ---- | ---- | ---- | ---- | ---- | ---- | ---- | ---- | ---- |
| Počet obyvatel | 725  | 698  | 715  | 730  | 746  | 682  | 683  | 191  | 238  | 344  | 257  | 282  | 258  | 260  | 231  |
| Počet domů     | 113  | 114  | 112  | 111  | 115  | 113  | 116  | 97   | 67   | 40   | 37   | 47   | 49   | 63   | 64   |

## Pamětihodnosti
- Kostel svatého Ondřeje
- Soubor měšťanských domů
- Soubor kašen
- Socha svatého Jana Nepomuckého

V katastrálním území Rychnov nad Malší je pomník Hanse Kudlicha.

## Galerie

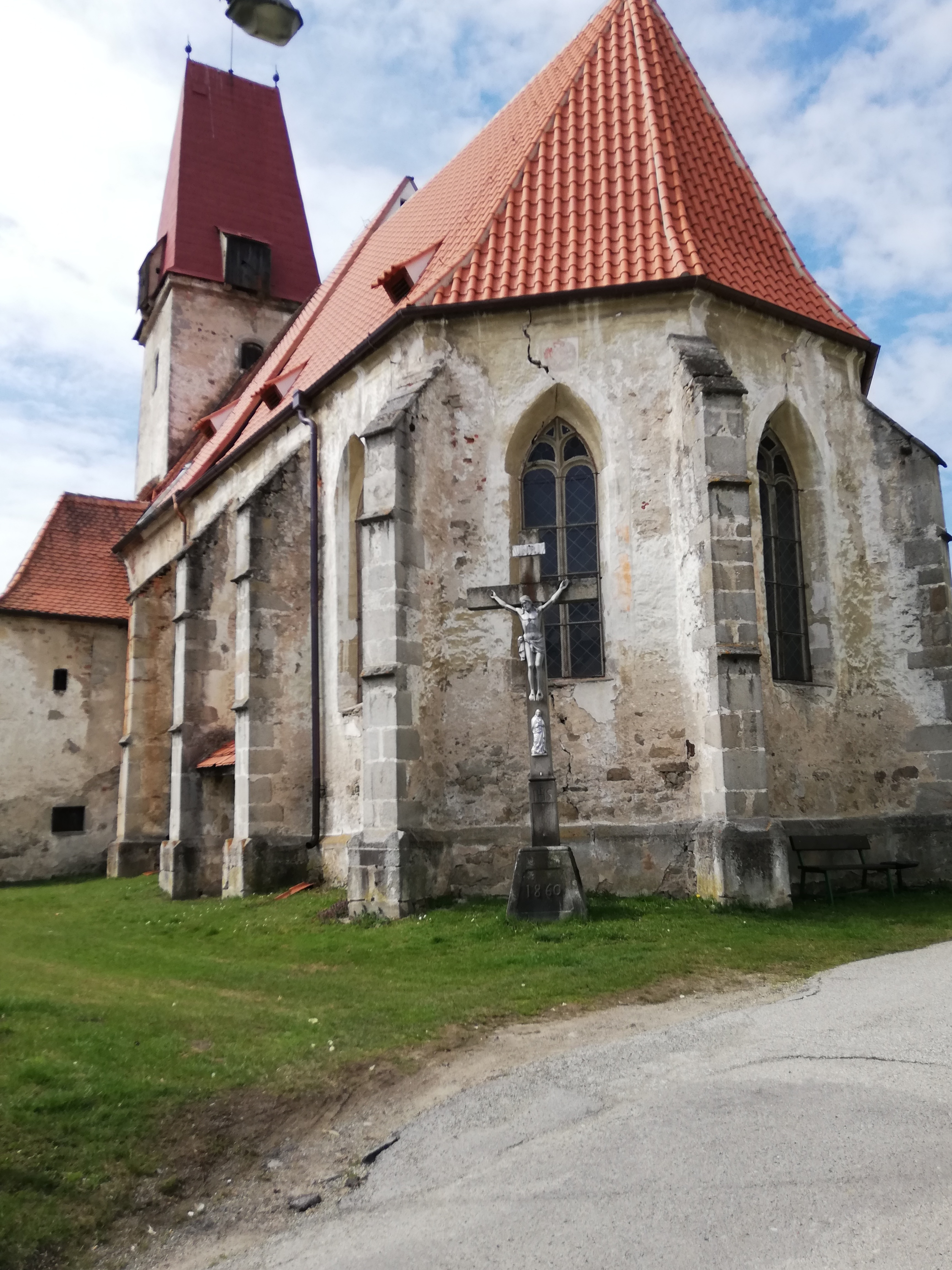
Kostel svatého Ondřeje
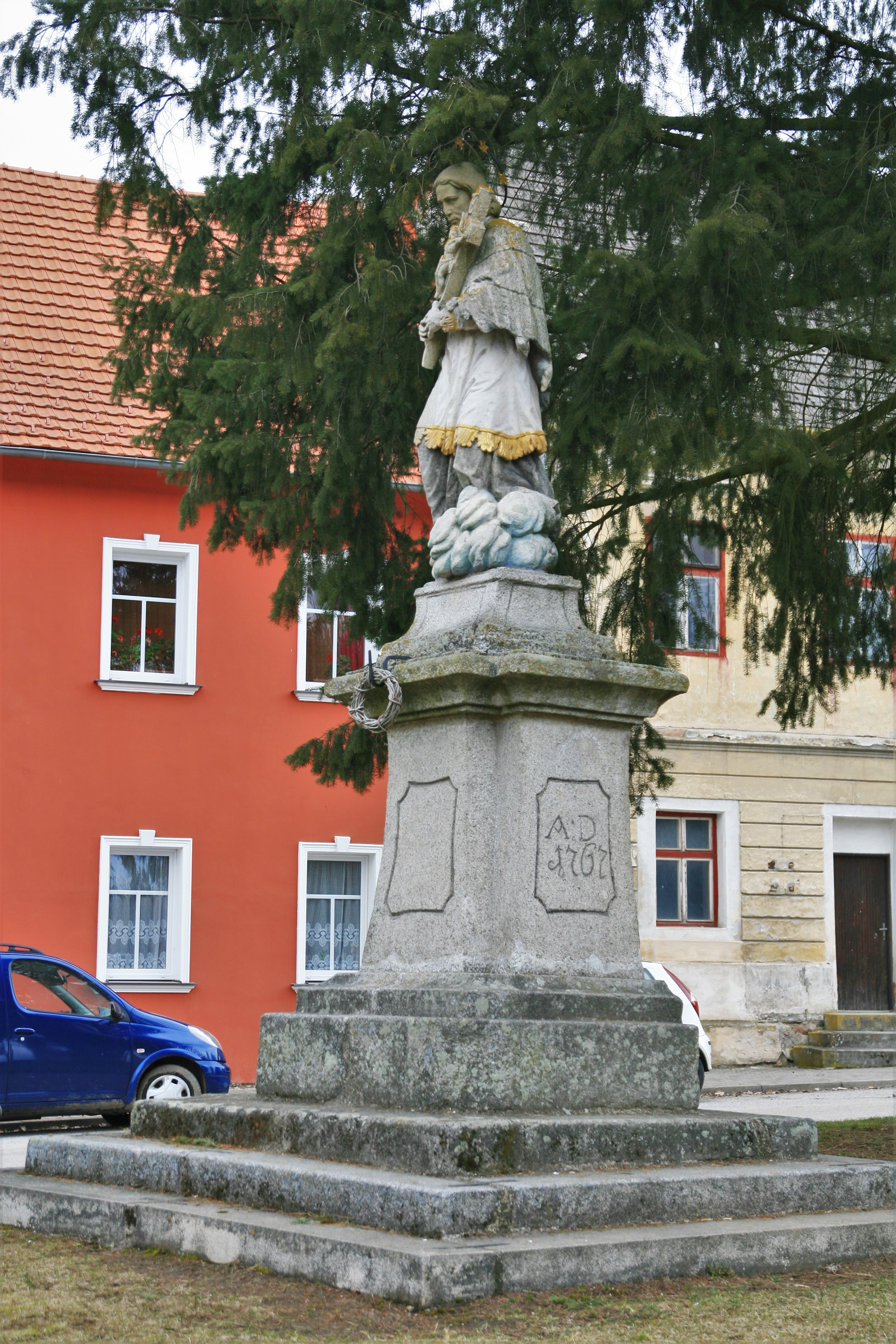
Socha svatého Jana Nepomuckého
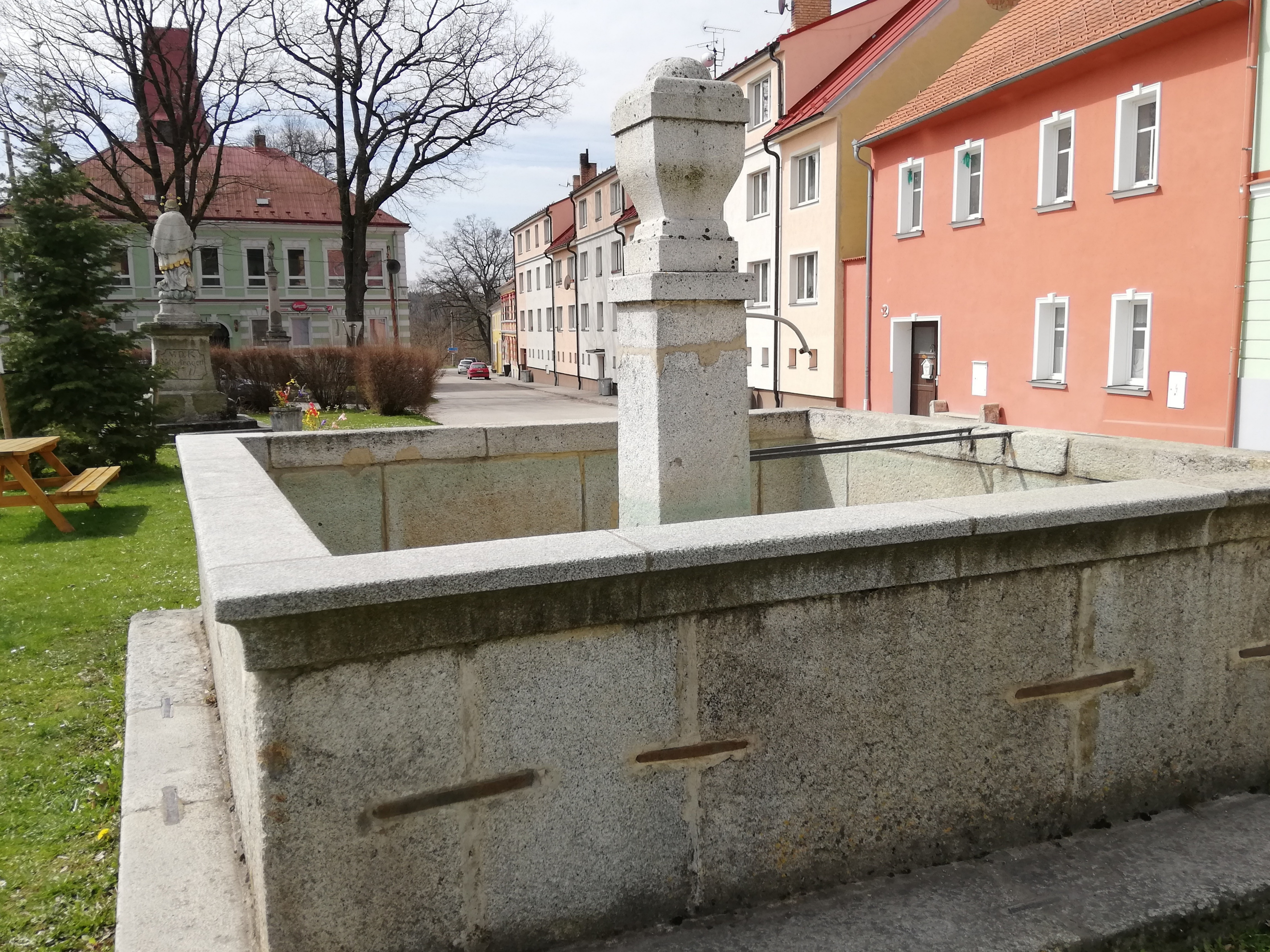
Kašna